# Onthophagus sparsepunctatus
Onthophagus sparsepunctatus är en skalbaggsart som beskrevs av Frey 1956. Onthophagus sparsepunctatus ingår i släktet Onthophagus och familjen bladhorningar. Inga underarter finns listade i Catalogue of Life.